# 伊延禎之
伊延 禎之（いのべ さだゆき）は、日本の自動車技術者。スズキ元常務取締役、元二輪事業本部長・二輪アジアプロジェクト長。元日本自動車工業会二輪車特別委員会副委員長。

## 来歴
大阪工業大学卒業後、鈴木自動車工業（現在のスズキ）に入社。2003年 二輪・特機事業本部長 兼 二輪技術第一統括部長を経て、常務取締役 兼 二輪・特機技術本部長。2012年 常務取締役 二輪事業本部長 兼 二輪アジアプロジェクト長。2013年 二輪事業本部担当顧問。